# Findlingsgarten Kappenbühl

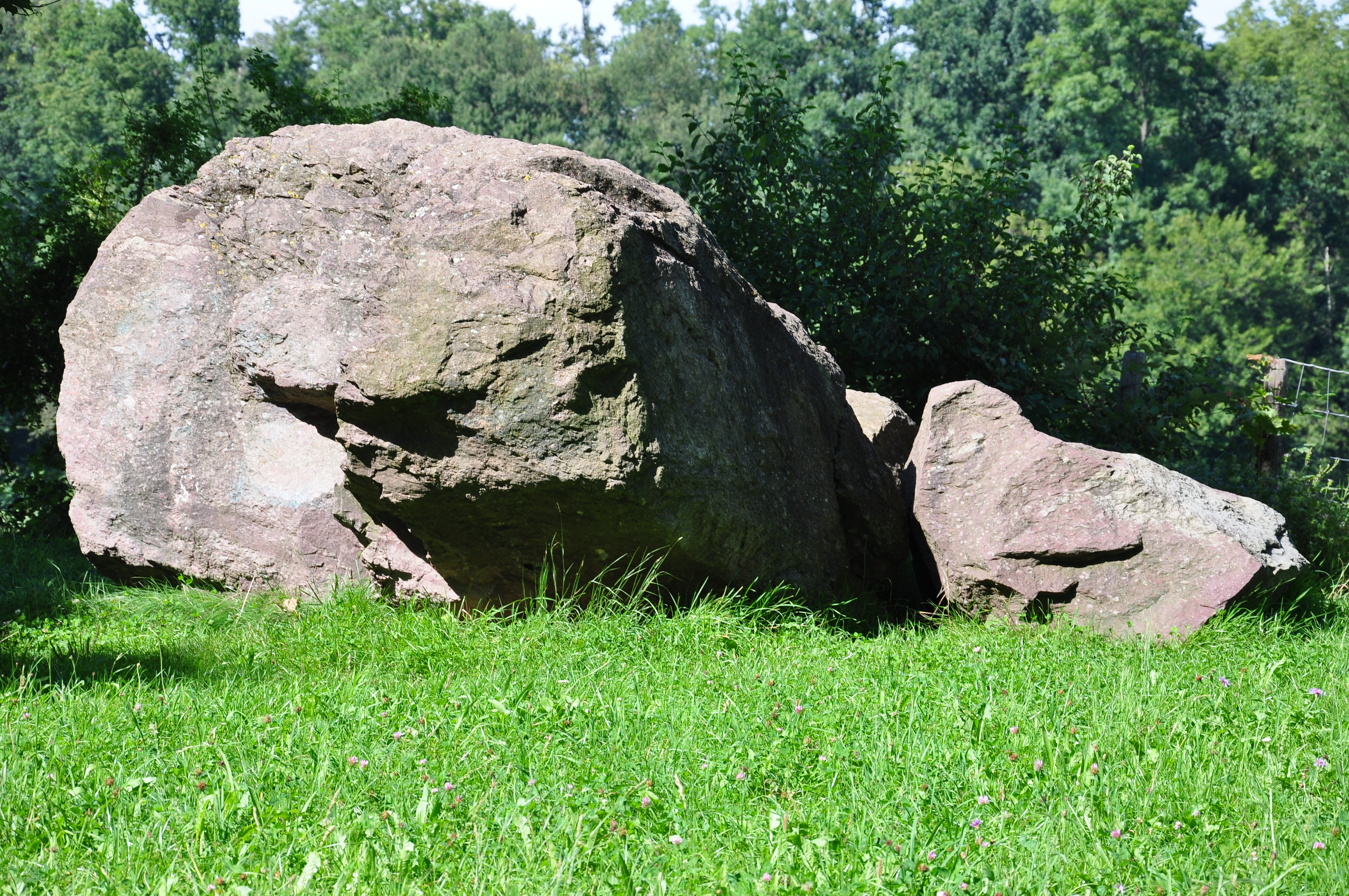
Findling im Findlingsgarten Kappenbühl

Der Findlingsgarten Kappenbühl ist ein Findlingsgarten auf dem Hönggerberg in Zürich.
Die neun auf dem Kappenbühl (oder schweizerdeutsch Chappenbüel) platzierten Findlinge wurden alle in Baugruben in Höngg gefunden und sind Zeugen des Gletschertransports während der letzten Eiszeit. Sie stammen aus dem Einzugsgebiet des Linthgletschers in Graubünden, der Walensee-Region, dem Glarnerland und dem Pfannenstiel.
Der Park wurde 2004 vom Verschönerungsverein Höngg und der Zunft Höngg zusammen mit Sponsoren und Gönnern realisiert. Nebst den Findlingen bietet er eine Wiese und Parkbänke mit Blick über die Stadt Zürich und das Limmattal.
| Nr. | Gestein                                                                          |
| --- | -------------------------------------------------------------------------------- |
| 1   | Granit mit schwarzem Biotitglimmer                                               |
| 2   | Zwei Blöcke aus reinem Kalk, hellgrauer Hochgebirgskalk, sogenannter Quinterkalk |
| 3   | Dunkelgrauer, unreiner Kalk, sogenannter Sandkalk                                |
| 4   | Sandstein                                                                        |
| 5   | Feinkörnige Nagelfluh, sogenannte Hüllisteiner Nagelfluh                         |
| 6   | Glarner Verrucano, sogenannter Roter Ackerstein oder Sernifit                    |